# Aleksandr Batruk
Aleksandr Iwanowicz Batruk, ros. Александр Иванович Батрук (ur. 18 sierpnia?/30 sierpnia 1884 w Kijowie, zm. 12 kwietnia 1931 w ZSRR) – rosyjski, ukraiński, a następnie radziecki wojskowy.

## Życiorys
W 1906 r. ukończył szkołę junkrów w Odessie. Od 1909 r. w stopniu podporucznika służył w 87 Najszlotskim Pułku Piechoty. W 1914 r. ukończył nikołajewską akademię wojskową. Otrzymał stopień sztabskapitana, a wkrótce kapitana. Brał udział w I wojnie światowej. Na pocz. 1915 r. został odkomenderowany do Sztabu Generalnego. Od maja tego roku był sztabsoficerem do specjalnych poruczeń XXVII Korpusu Armijnego. W grudniu został starszym adiutantem w sztabie 7 Dywizji Piechoty. W listopadzie 1917 r. objął obowiązki sztabsoficera do specjalnych poruczeń w sztabie XXXIX Korpusu Armijnego. Odznaczony 20 maja 1917 Orderem Świętego Włodzimierza 4 klasy. Na przełomie 1917/1918 r. pełnił obowiązki szefa oddziału dyżurnego generała w sztabie 11 Armii. W kwietniu 1918 r. wstąpił do armii ukraińskiej. Objął obowiązki szefa sztabu 1 Dywizji Konnej. W październiku tego roku mianowano go do stopnia starszyny. Wiosną 1919 r. wstąpił do bolszewickich, otrzymując stopień kapitana. Objął funkcję szefa sztabu brygady płastuńskiej 44 Dywizji Strzeleckiej. W sierpniu tego roku zdezerterował do wojsk Białych gen. Antona Denikina. W kwietniu 1920 r. na Krymie wstąpił do grupy ukraińskich oficerów, którzy przybyli do Polski, aby przejść do oddziałów Armii Czynnej Ukraińskiej Republiki Ludowej. Jesienią 1920 r. zdezerterował jednak do bolszewików. Został zastępcą szefa zarządu operacyjnego sztabu 12 Armii. Następnie był zastępcą szefa oddziału służb specjalnych zarządu operacyjnego Kijowskiego Okręgu Wojskowego. Na początku 1921 r. pełnił funkcję zastępcy szefa oddziału spraw wewnętrznych zarządu operacyjnego Kijowskiego Okręgu Wojskowego. Od września tego roku wykładał topografię w 5 szkole wojskowej w Kijowie. W lutym 1923 r. został wykładowcą wyższej szkoły połączonej gławkoma S. S. Kamieniewa. Następnie wykładał nauki wojskowe w instytucie oświaty ludowej. W październiku 1930 r. został aresztowany. W poł. marca 1931 r. skazano go na karę śmierci, wykonaną przez rozstrzelanie 12 kwietnia.